# قلعه کوکو
قلعه کوکو یا قلعه کمیز مربوط به هزاره دوم - اوایل هزاره اول پیش از میلاد است و در شهرستان داورزن، پشت سد روستای کمیز واقع شده و این اثر در تاریخ ۱۶ اسفند ۱۳۸۴ با شمارهٔ ثبت ۱۴۳۵۷ به‌عنوان یکی از آثار ملی ایران به ثبت رسیده‌است.